# Gmach Schiller-Realgymnasium w Szczecinie
Gmach Schiller–Realgymnasium – budynek gimnazjum realnego im. Friedricha Schillera, który zlokalizowany był przy narożniku Schillerstraße (późniejszej ulicy Mazowieckiej) oraz Moltkestraße (późniejszej alei Wyzwolenia), na obszarze osiedla Centrum, w szczecińskiej dzielnicy Śródmieście. Zniszczony podczas II wojny światowej.

## Historia
Gmach przy Schillerstraße 6 wzniesiony został w latach 1879–1881 dla Städtische Realschule (pol. miejskiej szkoły realnej), założonej w 1860 r. przez Gustawa Sieverta jako Sievertsche Höhere Knabenschule. Mieściła się ona początkowo w gmachu Giełdy przy Rynku Siennym. W 1862 r. szkoła została przeniesiona do budynku przy Klosterhof 1 (zniszczonego w czasie II wojny światowej), a 17 października 1881 r. zainaugurowano jej działalność w nowym gmachu przy Schillerstraße 6. W 1882 r. szkołę przemianowano na Städtisches Realgymnasium, a w 1890 r. na Schiller–Realgymnasium.
W Schiller–Realgymnasium pracował od 1880 r. prof. Friedrich Krankenhagen; filozof, botanik, matematyk. Do 1913 r. nauczał matematyki, chemii, przyrody i fizyki, a w 1913 r. został powołany na stanowisko dyrektora.
W czasie II wojny światowej piwnice budynku adaptowano na schron dla ludności cywilnej. Wskutek bombardowań Szczecina gmach przy Schillerstraße 6 został dwukrotnie uszkodzony: po raz pierwszy w nocy 20/21 kwietnia 1943 r., a po raz drugi w nocy z 16/17 sierpnia 1944 r. Duży stopień zniszczenia gmachu sprawił, że nie został on odbudowany po zakończeniu działań wojennych. W jego miejscu wybudowano jezdnię poszerzonej alei Wyzwolenia oraz blok mieszkalny.